# 山本純二
山本 純二（やまもと じゅんじ、1972年11月30日 - ）は、日本の漫画家。大阪府堺市出身。
『週刊少年ジャンプ増刊』1991年冬スペシャル号に「南風からから」でデビュー。現在は南山本春、春風みなみ名義で主にパチンコ雑誌で執筆している。

## 作品リスト
- 南風からから：短編集（ジャンプコミックス）
- 元気やでっ：全1巻（原案・土屋守、脚本：次原隆二、ジャンプコミックス）
- Merry Wind：全2巻（ジャンプコミックス）

## アシスタント
- 飛鷹ゆうき